# Quàssia
La quàssia (Quassia amara) és l'única espècie de planta amb flors del gènere monotípic Quassia dins la família de les simarubàcies (Simaroubaceae). És nativa d'Amèrica, des del centre de Mèxic fins les zones tropicals d'Amèrica del Sud. S'utilitza com a verí, en medicina i com a aliment.

## Descripció
Són arbusts o arbrets d'entre 2 i 8 metres d'altura. Les fulles són compostes, fan de 5 a 20 cm de llarg i entre 2 i 6 cm d'ample, imparipinnades, amb 3, 5 o 7 folíols ovats que fan entre 5 i 20 cm de llarg i entre 2 i 6 cm d'ample. Les flors s'agrupen en inflorescències racemoses, tenen cinc sèpals i cinc pètals, ambdós de color entre rosat i vermell. A l'androceu hi ha 10 estams. Al gineceu el pistil és pentacarpelar, amb un únic estil, tant o més llarg que els pètals. El fruit és una drupa verda que esdevé vermella a la maturitat.

## Taxonomia
Aquesta espècie i el gènere Quassia van ser publicats per primer cop l'any 1753 al primer volum de l'obra Species Plantarum del botànic suec Carl von Linné (1707-1778). El nom de Quassia és en honor a Graman Quassi, un antic esclau de la Guaiana Neerlandesa que va ensenyar els europeus les propietats de la planta per a tractar la febre.

### Sinònims
Els següents noms científics són sinònims de Quassia amara:
- Sinònims homotípics

- Quassia pumila A.Rich.

- Sinònims heterotípics

- Quassia amara var. grandiflora Hemsl.
- Quassia amara f. paniculata (Engl.) Cronquist
- Quassia amara var. paniculata Engl.
- Quassia officinalis Rich.

## Usos
Fou utilitzada com a planta medicinal per la medicina popular de les poblacions indígenes d'Amèrica del Sud, les arrels, per exemple, s'utilitzaven contra la febre produïda per la malària. La quàssia conté un gran nombre de principis actius, com ara alcaloides, esteroides, triterpens o quassinoides, que podrien ser utilitzats per al tractament de malalties i se'n fan estudis per tal d'avaluar els seus efectes.